# Alocandrena porteri
Alocandrena porteri är en biart som beskrevs av Michener 1986. Alocandrena porteri ingår i släktet Alocandrena och familjen grävbin. Inga underarter finns listade i Catalogue of Life.

## Bildgalleri

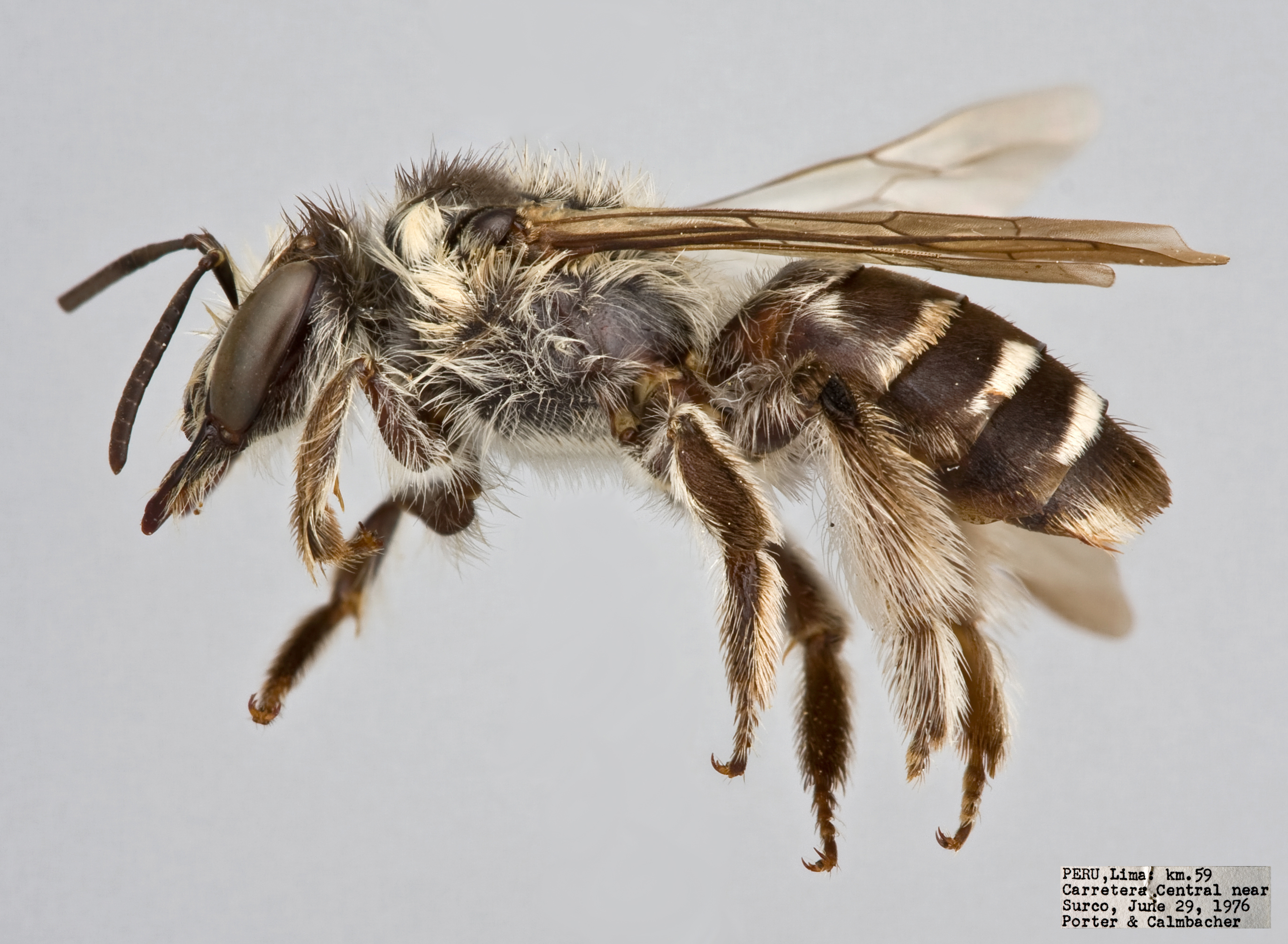